# First Division (Malta) 1938/39
Die First Division 1938/39 war die 28. Spielzeit in der Geschichte der höchsten maltesischen Fußballliga. Meister wurden zum zehnten Mal die Sliema Wanderers.

## Vereine
Im Vergleich zur Vorsaison verzichtete der FC Floriana auf eine Teilnahme. Stattdessen nahm erstmals der FC Melita teil.

## Modus
Die Saison wurde mit Hin- und Rückspielen ausgetragen. Für einen Sieg gab es zwei Punkte, für ein Unentschieden einen und für eine Niederlage keinen Punkt. Bei Punktgleichheit wurde um die Meisterschaft ein Entscheidungsspiel ausgetragen.

## Abschlusstabelle
| Pl. | Verein               | Sp. | S | U | N | Tore    | Quote | Punkte |
| --- | -------------------- | --- | - | - | - | ------- | ----- | ------ |
| 1.  | Sliema Wanderers (M) | 6   | 5 | 1 | 0 | 017:400 | 4,25  | 11:10  |
| 2.  | FC Melita (N)        | 6   | 2 | 1 | 3 | 009:120 | 0,75  | 05:70  |
| 3.  | FC St. George’s      | 6   | 1 | 2 | 3 | 005:100 | 0,50  | 04:80  |
| 4.  | Valletta City        | 6   | 1 | 2 | 3 | 004:900 | 0,44  | 04:80  |

Platzierungskriterien: 1. Punkte – 2. Torquotient
| Zum Saisonende 1938/39:                                                                    |                                       |
| Maltesischer Meister 1938/39: Sliema Wanderers Maltesischer Pokalsieger 1938/39: FC Melita |                                       |
|                                                                                            |                                       |
| Zum Saisonende 1937/38:                                                                    |                                       |
| (M)                                                                                        | Amtierender Meister: Sliema Wanderers |
| (N)                                                                                        | Neuaufsteiger: FC Melita              |

## Kreuztabelle
| 1938/39          | Sliema Wanderers | MEL | FC St. George’s | VCY |
| ---------------- | ---------------- | --- | --------------- | --- |
| Sliema Wanderers |                  | 3:0 | 2:2             | 1:0 |
| FC Melita        | 2:3              |     | 2:0             | 5:3 |
| FC St. George’s  | 0:5              | 3:0 |                 | 0:1 |
| Valletta City    | 0:3              | 0:0 | 0:0             |     |